# Песчаное (стадион)
Стадион ЦСКА «Песчаное» имени Григория Федотова — бывший футбольный стадион, являвшийся частью Универсальной спортивной базы «Песчаное» в городе Москве. Построен в 1961 году по инициативе первого заместителя министра обороны СССР, маршала Советского Союза Андрея Антоновича Гречко. Назван в честь первого футболиста, забившего в чемпионате СССР 100 голов, бывшего капитана ЦДКА Григория Ивановича Федотова.

## История
Стадион построен в 1961 году на 3-й Песчаной улице по инициативе первого заместителя министра обороны СССР, маршала Советского Союза Андрея Антоновича Гречко.
В советское время стадион в основном использовался для матчей дублирующей команды. Основная команда ЦСКА в советский период выступала на стадионе «Песчаное» крайне редко. Первая официальная игра прошла лишь в 1974 году: ЦСКА — «Кайрат» Алма-Ата 0:0. Далее ЦСКА выступал на этом поле в отдельных матчах сезонов 1978—1980, 1988—1990, 1993—1994. В середине 1997 года стадион открылся после реконструкции матчем ЦСКА с «Ротором» (0:2) и стал на несколько лет основной домашней ареной армейцев. Последний официальный матч на стадионе был сыгран 28 октября 2000 года: ЦСКА проиграл «Анжи» в Кубке России 1:3.
Матчи на стадионе проводились исключительно в светлое время суток, так как он не имел полноценного освещения. Причина — расположение рядом с действующим (до 2003 года) аэродромом: самолеты садились и взлетали прямо над стадионом, в связи с чем установка осветительных мачт на нем была невозможна.
В конце 2000 года стадион был закрыт, а через некоторое время — снесён. На его месте был построен новый стадион, открытие которого состоялось 23 августа 2016 года.